# Witold Jedlicki
Witold Jedlicki (ur. 9 lutego 1929 w Warszawie, zm. 8 września 1995 w Jerozolimie) – polski socjolog i publicysta żydowskiego pochodzenia, działacz Klubu Krzywego Koła, autor głośnej pracy «„Chamy i żydy”», w której opisał podziały w Polskiej Zjednoczonej Partii Robotniczej, w tym tzw. grupy natolińczyków i puławian.

## Życiorys
Studiował na Wydziale Filozoficznym Uniwersytetu Łódzkiego (do 1949) i następnie Wydziale Nauk Filozoficzno-Społecznych Uniwersytetu Warszawskiego. W 1952 obronił pracę magisterską napisaną pod kierunkiem Tadeusza Kotarbińskiego. W latach 1952–1956 pracował w Państwowym Wydawnictwie Naukowym, od 1956 r. w Katedrze Socjologii na Uniwersytecie Warszawskim, jako asystent Stanisława Ossowskiego, a także w Instytucie Filozofii i Socjologii PAN, jako starszy asystent. Od 1956 r. był członkiem Klubu Krzywego Koła, od kwietnia 1961 do rozwiązania klubu w lutym 1962 członkiem jego zarządu. W 1961 r. opublikował książkę Co sądzić o freudyzmie i psychoanalizie?.
W sierpniu 1962 wyemigrował do Izraela. W grudniu 1962 opublikował w paryskiej Kulturze artykuł «„Chamy i żydy”» poświęcony wewnętrznym napięciom w Polskiej Zjednoczonej Partii Robotniczej, w tym tzw. grupy natolińczyków i puławian, który stał się przedmiotem wielu dyskusji w prasie emigracyjnej. Rozgłośnia Polska Radia Wolna Europa poświęciła mu audycję z udziałem autora oraz Jana Nowaka-Jeziorańskiego, Tadeusza Żenczykowskiego i Konstantego Jeleńskiego emitowaną w lutym i marcu 1963 i opublikowaną w tomie Październik 1956 (wyd. Instytut Badania Zagadnień Krajowych, Londyn 1963). Artykuł ten wszedł następnie do wydanej w 1963 r. przez Instytut Literacki książki W. Jedlickiego Klub Krzywego Koła.
W latach 1964–1969 mieszkał w USA, pracował na Uniwersytecie Kalifornijskim, w 1969 r. powrócił do Izraela. Tam angażował się w walkę o prawa Palestyńczyków.

## Publikacje
- Witold Jedlicki, Chamy i Żydy, Paryż 1962, s. 3–41, Kultura nr 12/1962.
- Mały kodeks karny